# Іньлун
Іньлу́н (Yinlong, букв. «прихований дракон») — рід базальних цератопсидних динозаврів з пізнього юрського періоду Китаю. Це був найдавніший з відомих цератопсів — невеликий, переважно двоногий росиноїдний динозавр.

## Історія вивчення
Команда американських і китайських палеонтологів, серед яких Сюй Сін, Кетрін Форстер, Джим Кларк і Мо Цзіньюй, описала і назвала іньлуна у 2006 році. Родова назва походить від кит.: 隱 (yǐn, «прихований») і 龍 (lóng, «дракон»), що є посиланням на фільм «Тигр підкрадається, дракон ховається», значна частина якого була знята в західній китайській провінції Сіньцзян, поблизу місцевості, де були знайдені викопні рештки цієї тварини.
Вид був названий на честь американського палеонтолога хребетних Вільяма Рендалла Даунса III, частого учасника палеонтологічних експедицій до Китаю, який помер за рік до відкриття іньлуна.
Відомий викопний матеріал іньлуна складається з багатьох скелетів і черепів. Першим виявленим зразком був один надзвичайно добре збережений скелет, разом з черепом, майже дорослої тварини, знайдений у 2004 році в середньо-пізньоюрських шарах формації Shishugou, розташованої в провінції Сіньцзян, Китай. Іньлун був знайдений у верхньому розрізі цієї формації, яка датується оксфордським періодом пізньої юри, або 161,2—155,7 млн років тому. Більшість інших описаних цератопсів відомі з пізнього крейдяного періоду. 

## Опис

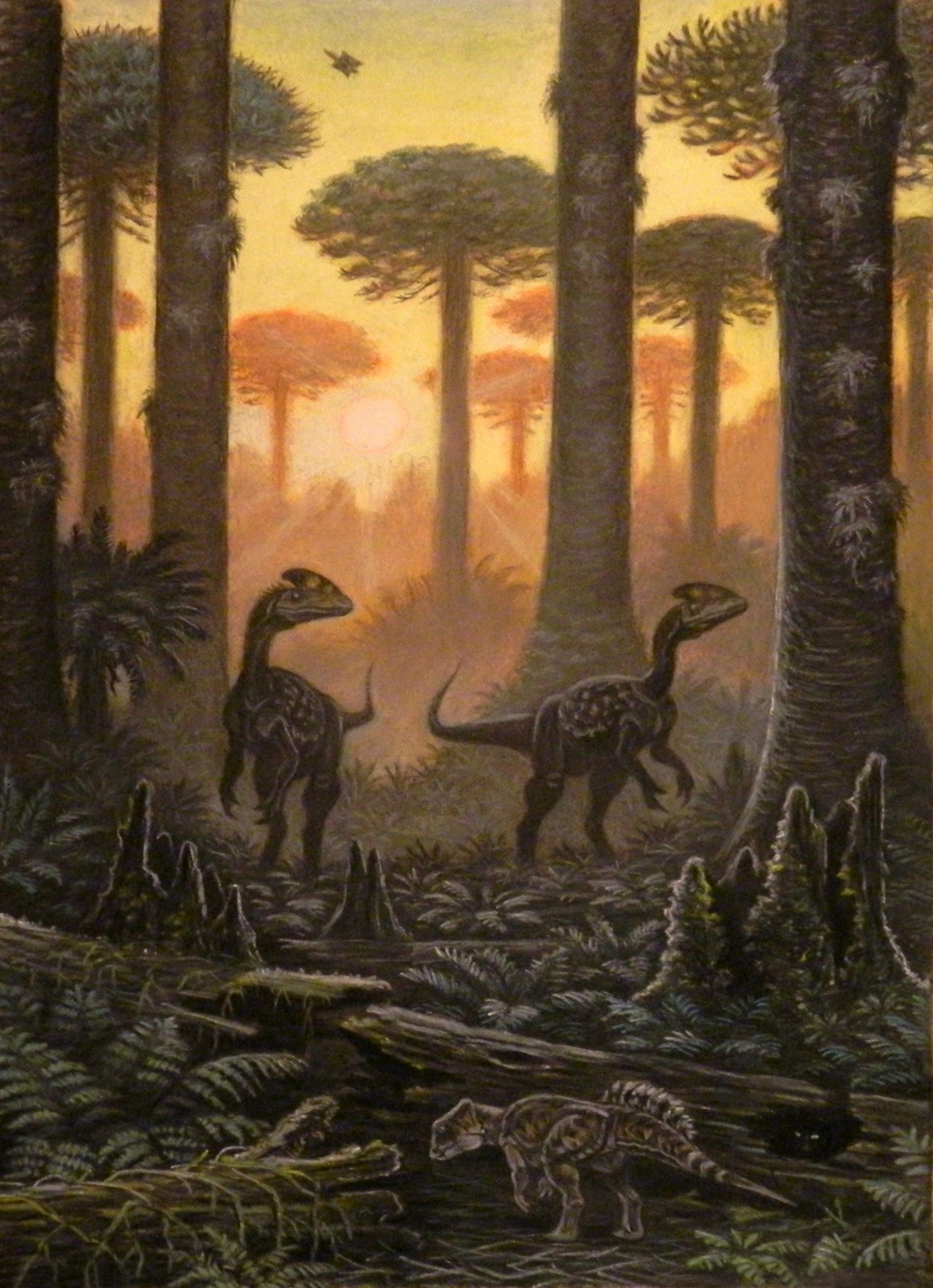
Іньлун ховається (на передньому плані) від гуаньлунів

Іньлун був відносно невеликим динозавром, що досягав 1,2 м завдовжки й 10 кг маси тіла. На відміну від пізніших представників цератопсів, в іньлуна не було ні рогів, ні коміра. Своїми виростами по краях черепа він більше нагадує пахіцефалозаврів. Іньлуна віднесли до цератопсів через дзьоб, як у папуги. Але за ним містилися два «ікла», які не характерні для цератопсів.
На відміну від пізніших цератопсів, іньлун пересувався на двох кінцівках. На тонких і коротких передніх лапах у нього було по три виражених пальці. А задні лапи були товстими й мускулистими.

## Еволюція
Іньлун — перший відомий цератопс та перший маргіноцефал. Можливо, родина чаоянозаврових, до якої він належить, була пращуром не тільки цератопсів, а й пахіцефалозаврів, тому, що вирости на краях черепа іньлуна нагадують такі ж у пахіцефалозаврів, а дзьоб — у цератопсів. Своєю чергою іньлун, напевно, походить від інших цераподів — орнітоподів, адже Ігуанодонтів тоді ще не існувало, а були гетродонтозаври та гіпселофодонти. З якихось із цих родин, імовірно, походить гілка маргіноцефалів[джерело?].